# Bernhard Lepsius

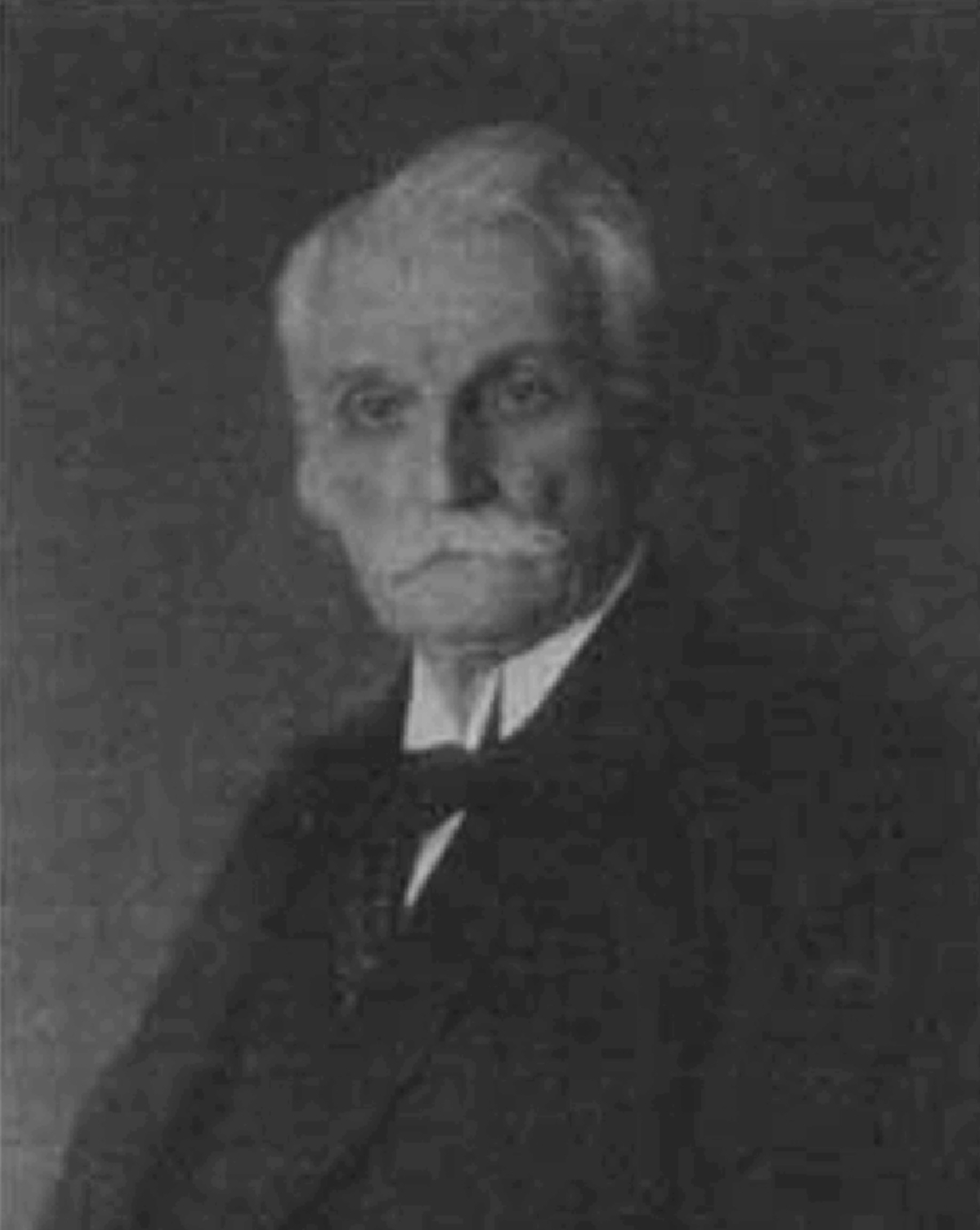
Lepsius an seinem 70. Geburtstag

Bernhard Lepsius (* 3. Februar 1854 in Berlin; † 7. Oktober 1934 ebenda) war ein deutscher Chemiker und Direktor der Chemischen Fabrik Griesheim.

## Leben
Bernhard Lepsius wurde 1854 als Sohn des Ägyptologen Karl Richard Lepsius und als Enkel von Lili Parthey in Berlin geboren. Nach dem Studium der Chemie in Straßburg und Promotion 1880 in Göttingen bei Hans Hübner war er Assistent bei August Wilhelm Hofmann in Berlin. Während seiner Zeit in Berlin wurde er 1877 Mitglied der Akademischen Liedertafel Berlin im Sondershäuser Verband. 1881 übernahm Lepsius die Dozentur am Physikalischen Verein in Frankfurt am Main.
1891 trat Lepsius als technischer Subdirektor und Leiter der Anilinfabrik bei der Chemischen Fabrik Griesheim (CFG) in Griesheim am Main ein. Lepsius war dann technischer Vorstand und abwechselnd Vorsitzender des Vorstandes der CFG, die sich seit 1898 Chemische Fabrik Griesheim-Elektron nannte. 1906–1910 war er Werksleiter der Naphtolchemie Offenburg. Im Unternehmen war er für die Abteilung Organische Chemie sowie für Personal- und Sozialfragen verantwortlich. 
Von 1906 bis 1909 war Lepsius Vorsitzender des „Vereins zur Wahrung der Interessen der chemischen Industrie Deutschlands“. Nach seinem Ausscheiden bei der CFGE 1910 wurde er Professor für technische Chemie an der Königlich Technischen Hochschule Charlottenburg. Von 1912 bis 1927 war Lepsius Generalsekretär der Deutschen Chemischen Gesellschaft. Von der Technischen Hochschule Dresden erhielt er den Ehrendoktortitel.
Einer seiner Enkel war der Soziologe Mario Rainer Lepsius.